# Allium cratericola
Allium cratericola es una especie de planta bulbosa del género Allium, perteneciente a la familia de las amarilidáceas, del orden de las Asparagales. Originaria de América del Norte.

## Descripción
Es endémica de California, donde es un miembro común de la flora en varias de las cadenas montañosas del estado. Esta cebolla crece con un tallo corto de hasta 10 centímetros de altura de un bulbo de forma ovalada. Tiene una o dos hojas largas y puntiagudas de hasta cuatro veces la longitud del tallo. La inflorescencia puede contener hasta 20 flores de color rosa densamente agrupadas.

## Taxonomía
Allium cratericola fue descrita por  Alice Eastwood y publicado en Leaflets of Western Botany 1(12): 132, en el año 1934.
Etimología
Allium: nombre genérico muy antiguo. Las plantas de este género eran conocidos tanto por los romanos como por los griegos. Sin embargo, parece que el término tiene un origen celta y significa "quemar", en referencia al fuerte olor acre de la planta. Uno de los primeros en utilizar este nombre para fines botánicos fue el naturalista francés Joseph Pitton de Tournefort (1656-1708).
cratericola: epíteto latino que significa "del crater".
Sinonimia
- Allium parvum var. brucae M.E.Jones
- Allium parvum var. jacintense Munz[3]